# Андрій Лужницький
Андрій (Андрей) Ніколас Лужицький (нар. 16 березня 1970; Філадельфія, штат Пенсільванія, США) — американський мовознавець, громадський діяч українського походження, голова Товариства українців у Швейцарії, почесний консул України у Швейцарії.

## Біографія
Народився 16 березня 1970 року в Філадельфії, штат Пенсильванія, США.
З 1988 по 1990 рік навчався у Пенсильванському університеті на курсі української мови та літератури.
У 1992 році отримав ступінь бакалавра з сучасних мов в Університеті Ла Саль, а у 2006 — ступінь магістра з центральних і східно-європейських наук.
У 2003 році захистив докторську дисертацію з українознавства в Українському вільному університеті.
Від 1990 року — проживає у Швейцарії, відтоді працював у Школі мистецтв та індустріальних професій у місті Фрібур.
З 1994 року працював виконавчим директором програми Американського коледжу в Фрібурзькому університеті, а з 2001 року — старший науковий співробітних і координатор у галузі взаємовідносин з Україною у Міжфакультетному інституті Центральної та Східної Європи.
З 1997 року — член Наукового товариства імені Шевченка у США.
Від 1998 року є Президентом Товариства українців у Швейцарії, від 2004 — засновник і головний редактор його друкованого органу — журналу «Trembita Helvetii».
З 2001 року — представник Європи в Злученому Українському Американському Допомоговому Комітеті.
Від 2004 року працює директором програми аналізу міжнародних організацій Університету Фрібура.
У 2011 році заснував Крайове НТШ Європи у Швейцарії.
З 2014 року — почесний консул України у Швейцарії (юрисдикція охоплює консулярні округи та кантони Фрібур, Во, Валє, Нешатель, Юра).
Член правління міжнародного фонду «Відродження».

## Нагороди
- медаль святого Володимира Великого (Світовий конгрес українців)[6]

## Особисте життя
Син Олександра, внук Григорія Лужницьких.